# 保罗·格罗西
保罗·格罗西（義大利語：Paolo Grossi，1933年1月29日—2022年7月4日），意大利法学家、法官，猞猁之眼国家科学院院士，曾任意大利宪法法院院长及名誉院长、佛罗伦萨大学法学院教授，“新欧洲法律史”流派代表人物，著有《中世纪司法体制》《法的第一课》等。

## 生平
保罗1933年生于佛罗伦萨。
1971年，保罗带头成立佛罗伦萨法律现代研究中心（義大利語：Centro studi per la storia del pensiero giuridico moderno）并领导该中心直至2002年。
2009年2月17日，他被时任意大利总统乔治·纳波利塔诺任命为意大利宪法法院法官，并于同月23日宣誓就职；2016年2月，保罗当选意大利宪法法院院长。

## 荣誉
- 義大利
  - 金质意大利文化艺术功绩奖章（1985年7月28日）
  -  骑士大十字级意大利共和国功绩勋章（2009年2月25日[6]）